# Ma Xiangjun
Ma Xiangjun är en kinesisk idrottare som tog OS-silver i bågskytte vid olympiska sommarspelen 1992.